# Шпанска инквизиција
Шпанска инквизиција је успостављена 1478. декретом Католичких краљева, Фернанда II и Изабеле I, у циљу успостављања религиозне униформисаности краљевина на Иберијском полуострву. Шпанска инквизиција је била под директном контролом Католичких краљева. Инквизиција није укинута све до 1834. до владавине краљице Изабеле II.
Инквизиција, као црквени суд, имала је јурисдикцију само над крштеним хришћанима. Међутим, од кад су Јевреји (1492) и муслимани (1502) били протерани из хришћанских краљевина на Иберијском полуострву, јурисдикција инквизиције се проширила на све краљевске поданике. Шпанска инквизиција је основана с циљем да контролише покрштене Јевреје и Муслимане, који су због насилног начина покрштавања у великој мери и даље настављали да практикују своју првобитну веру у тајности.
Насилно покрштавање је било неопходно како би шпанска инквизиција могла да делује против нових хришћана, јер је Инквизиција званично прогонила само јерес у оквиру хришћанске вере, што Јевреји и муслимани нису били јер су припадали другим вероисповестима. Овако покрштене, могли су да их прогоне због непоштовања хришћанске вере којој су званично припадали.
Назив потиче од латинске речи inquisitio, која води порекло из процесног права чијим се методама инквизиција служила, а што значи истрага. Службени назив био је Света Служба (лат. Sanctum Officium).

## Почеци инквизиције
Често се Инквизиција везује за време владавине Католичких краљева и за Шпанију, међутим она је раније већ постојала у Европи и то читава два века, пре него што ће краљица Исабела реформисати кастиљанску Свету службу. Доласком католичких краљева на власт, Света служба доживљава извесне промене: њом више не управљају бискупи, већ она пада под контролу краљева и непосредну надлежност папе. Тако су Католички краљеви „поново основали“ трибунал и предузели један од првих корака ка остварењу своје верске политике. 
Тако да не постоји тачан датум који би се могао узети као почетак деловања инквизиције. Она је настајала постепено, прилагођавајући се потребама Цркве, у борби против валденшке и катарске јереси, али се касније развила у средство за учвршћивање црквене дисциплине.
Познато је да су једина оруђа борбе против јереси до XII века били екскомуникација и интердикт. Будући да је њихово спровођење било препуштено световним властима, оне су водиле накнадан кривични поступак према окривљенима, што је додатно компликовало и продужавало процес, те је идеја о формирању посебне комисије која би се бавила искључиво том проблематиком бивала је све присутнија.
Од сабора у Верони (1184) те идеје полако су прелазиле у реалност. Папа Луције III, након разговора са римско-немачким царем Фридрихом I Барбаросом, издао је булу Ad abolendam, којом је екскомуницирао Албижане и уз епископе, којима је наложио да истражују осумњичене, поставио посебне комисије, назване инквизиторске. 
У односу на ранију праксу, значајну новину је представљала обавеза епископа да сами траже јеретике током обавезне двогодишње канонске визитације, а не да чекају формалну оптужбу. Тиме је уведен поступак инквизиције на место акузације.
Була Луција III сматра се почетком живота инквизиције, чији су се врста и метод истраге ослањали на праксу кривичне истраге, а временом развијали и допуњавали.
Годину дана након ступања на папски престо (1199), Иноћентије III издао је булу Vergentis in senium, којом је појачан утицај римског права при борби против јереси. Њоме су поновљене наредбе папе Луција III, али се сама јерес третирала као crimen laesae maiestatis (злочин против светости, величанства) и као такав требало би да се у целини третира у складу са одредницама римског права.
Упркос снажним прогонима које је подупирао папа Иноћентије III, јерес се кроз Француску брзо ширила. Због тога је 1204. године послао писма господарима Провансе, упозоравајући их да ће се на њих обрушити велико проклетство, уколико не буду прогонили јеретике. Уколико буду испуњавали обавезе, папа је обећавао опроштај греха. Да би поспешио проналажење јеретика, папа је у Јужну Француску послао изасланство од три калуђера, који су имали пуномоћ над црквеним кнежевима и земаљским владарима. Ово изасланство представља почетак папске инквизиције.
Четврти латерански концил је 1215. године подигао наредбе Луција III и Иноћентија III на висину канона, подвлачећи да се осуђени морају препустити световним властима ради извршења казне. Световна власт је у потпуности прихватила сарадњу и већ 1226. француски краљ Луј VIII донио је законе о кажњавању јеретика, који су касније постали темељ и узор, како француског тако и европског противеретичког законодавства. И римско-њемачки цар Фридрих II Хоенштауфен уводио је строге законе, међу којима спаљивање на ломачи (1224), које је Црква након оклевања увела 1227. године.
Папа Гргур IX пребацио је управу над инквизицијом из руку недовољно образованих епископа у руке посебно припремљених и темељно образованих калуђера, доминиканаца и фрањеваца, који су били директно под његовим надзором. Објавивши булу Excommunicamus 1231. године, поновио је законе Луја VIII и Фридриха II, али и одлуку Сабора у Тулузу из 1229. године, којом се инквизиција уводи као трајно тело у оквиру Римокатоличке цркве.
Булом Ad extirpanda, папа Иноћентије IV је 1252. године предао у потпуности локалне инквизиторске комисије у руке просјачких редова, дозволивши употребу мучења током инквизиторског процеса.
Први генерал шпанске инквизиције био је кардинал Томас де Торкемада. Под његовом управом, инквизиција у Шпанији је доживела свој врхунац. Само 1492. године протерано је око 170.000 Јевреја. Арапи су прелазили у хришћанство како би избегли прогоне и сигурну смрт. 17. октобра 1483. године, Томас де Торкемада је проглашен главним инквизитором Арагона, Валенсије и Каталоније.
На самом почетку, инквизиција се ширила на подручју Севиље и Кордобе. Први ауто да фе (чин вере) прослављен је у Севиљи, 6. фебруара 1481. године. Тог дана је спаљено 6 особа, и од тада инквизиција почиње неконтролисано да расте на тлу Кастиље. Успостављање инквизиције у краљевини Арагон било је доста теже, јер су се становници противили инквизицији. Међутим, инквизиција се проширила и на Арагон иако су се они и даље бунили и борили против тога.
Потребно је напоменути да је првобитна инквизиција могла вршити истрагу или судити само хришћанима, као и онима који су се отцепили од хришћанства, али не и припадницима других вера, попут Јевреја или муслимана.

## Развој инквизиције у Шпанији
Ни Визиготима није успело да преобрате све Јевреје у земљи у католицизам. Године 694. сабор у Толеду за њих је одредио оштре мере, попут конфискације имовине, или чак и смрти. Међутим, можда због страха од Арапа који су све више навирали, краљеви у давали Јеврејима одређена права и повластице. Али мржња коју је обичан народ осећао према њима није никада престала. Чим се стање нормализовало, прогони Јевреја опет су почели. Неки су убијени, а многи су покрштени. Ти преобраћеници (шп. conversos) ступали су у угледне племићке породице и временом се уздигли до значајних позиција (кардинали, бискупи, саветници).
Први едикт упућен против јеретика издао је арагонски краљ Алфонсо II од Арагона је 1192. године издао едикт против јеретика, који је уједно био и први едикт тог типа у Европи. Сматрао их је за непријатеље државе којима у Арагону није место. Његов наследник Пере II од Арагона је, пет година после, додао том закону одредбу о спаљивању на ломачи. Трудећи се да спречи доток кривих учења, Ђауме I је 1226. забранио свима оптуженим за јерес да ступе на територије Круне Арагона.
1232. папа Гргур IX издао је булу којом је успоставио папску инквизицију у Арагону. Поред доминиканаца и фрањеваца, у процесима су учествовали бискупи и краљевски чиновници, тако да се овде могу уочити прве назнаке државне инквизиције.
При оснивању, инквизиција на тлу данашње Шпаније није била ефикасна и претјерано вољна за рад, а инквизиторски трибунали налазили су се само у неколико градова. Занимљив је случај да када су пронађени неки јеретици у Валенсији, инквизитори нису знали шта ће са њима. Обратили су се папи Гргуру IX за помоћ, а он им је наредио да јеретике измире са црквом, будући да су се покајали, што је било и учињено.
Убрзо је папа Урбан IV искључио фрањевце из инквизиторских процеса, а вођство препустио доминиканцима. Доминиканци су мисионарећи створили јак покрет против муслимана и Јевреја, тако да су многи од њих били принуђени да се покрсте. Од неефикасних трибунала, развили су једну од најорганизованијих и најмарљивијих институција.
Поједине краљевине, попут Кастиље и Леона, биле су поштеђене инквизитора. Познато је да су краљеви Кастиље и без утицаја Рима чували вјерску чистоћу својих поданика. То је била једина католичка краљевина Европе која није слала новац у Рим, у којој се на канонско право није обраћала пажња и у којој папским булама није придавана велика важност.

## Инквизиција за време владавине Католичких краљева
Тек са доласком на власт Изабеле и Фернанда, инквизиција ће на тлу данашње Шпаније узети велики замах. Са то двоје владара, почело је ново раздобље у историји католицизма, у којој се инквизиција показала у свој својој величини.
Још 1434. Базелски сабор дао је кастиљанском бискупу Алфонсу де Санта Марији (шп. Alfonso de Santa Maria) власт да позове и казни све преобраћенике који су се и даље придржавали јеврејских обичаја. Алваро де Луна, непопуларни духовник и миљеник краља Хуана II, међу првима је покушао да покрене те процесе. У томе је дјелимично успио јер је од папе Николе V добио низ инквизиторских овлаштења, које није био у прилици да искористи, јер је убрзо убијен. Међутим, овлаштења која је Луна добио, нису никога штедјела, па чак ни бискупе.
Тако је уведен сасвим нови облик папске инквизиције који није прогањао јеретике, већ хришћане преобраћенике који су се још увијек држали старих обичаја. Али слаби Хуан II  није чинио готово ништа да би извршио пресуде овога суда. Убиство Луне, који је добио огромна овлаштења, распламсало је мржњу против Јевреја и преобраћеника, јер се сматрало да су га убили непријатељи против којих су процеси углавном и били уперени.
Уједињавањем Кастиље и Арагона и доласком на власт Католичких краљева, Sanctum Officium потпада под контролу краљева и непосредну надлежност папе. Постоје мишљења да су се краљеви полакомили на богатства превереника (људи који су силом прешли на хришћанску веру) као и мишљења да је реформа била последица папског настојања да се прошири нетолеранција. После напорне борбе којом је морала да докаже своје право на престо, Изабела I је реорганизовала систем у влади, свела стопу злочина на најнижу него што је била годинама уназад и растеретила краљевство огромног дуга у каквом га је њен брат оставио.
Осим по инквизицији, Изабела је позната по томе што је завршила Реконкисту и по финансирању путовања Кристофера Колумба, на ком је он пронашао Америку. 
Још пре ступања на престо, Изабела се заклела да ће, уколико постане краљица, искоренити свако кривоверство и безверје у свом краљевству. Била је јако побожна и под великим утицајем свог исповедника, доминиканца Томаса де Торкемаде. Заједно са супругом, који је мислио једино на увећање своје моћи, приморавала је Маваре и Јевреје да приме католичку веру.
Томас де Торкемада (шп. Tomás de Torquemada) је сматрао да су прави јеретици били преобраћеници за које се сумњало да су искрено одани католичкој вери. Његова идеја била је једноставна: јединство и чистота католичке вере код свих краљевских поданика. Сматрао је да је изнад свих дужности, Бог краљевима поставио дужност да приведу неверне Цркви и да сачувају верне од безбожништва. Да би то испунили, Торкемада је сматрао да је неопходно увести нову папску инквизицију, и у то је убеђивао владаре.
Постигао је да 1478. године његов брат Дијего и бискуп од Осме оду у Рим, да би наговорили папу да оснује нову инквизицију у Кастиљи и Арагону. Папа Сикст IV се, наравно, није двоумио, иако су постојале одређене несугласице између Фернанда и њега. Наиме, Фернандо је хтео да инквизицију држи под својим окриљем, а папи је давао једино право да процесе воде редовници, али не и право именовања надинквизитора. Осим тога, за Фернанда је било јако важно да приходи од конфисковане имовине иду у краљевску благајну, а не курији. На крају је издржао у својим захтевима, обавезујући се да ће издржавати инквизиционе судове од конфискованих прихода. У Гранадском указу 31. марта 1492. године, Фернанда и Изабеле, којим се уводи инквизиција на територије Круне Арагона и Круне Кастиље, каже се:
Ја краљ, Ја краљица. Познато вам је како наш свети отац жели да сузбије свеопште зло, које влада у нашим државама због јереси, и да је издао буле и бреве за увођење инквизиције у тим нашим државама. На основу тих була приступили смо у нашим државама уређењу инквизиције против јереси.
Exigit sinceras devotionis је документ којим их је папа Сикст IV овластио да међу угледним свештеницима одаберу два до три инквизитора за Севиљу, а 1481. и за Арагон. Од тада је црквени процес, који су водиле црквене судије, прешао у надлежност монархије. Изабела и Фернандо су тако добили право надзора у области религије у својим краљевинама. До 1480. године нови трибунал није деловао у Севиљи, до тада су забележени покушаји да се путем проповеди реши проблем лажних превереника. У септембру те године именована су два инквизитора: Мигел де Мориља -{{{јез-шп|Miguel de Morilla})}- и Хуан де Сан Мартин ишп. Juan de San Martin. Нешто раније је Суд сазван у Толеду утврдио обавезу за Јевреје да обележје о свом пореклу носе видно истакнуто како би хришћани избегли било какав контакт са њима. У Севиљи је због тога дошло до уличних немира и масовних исељавања. У периоду између 1481. и 1488. забележено је око две хиљаде смртних казни.
Папа Сикст IV је предложио фра Томаса де Торкемаду за врховног инквизитора и судију за жалбе. Фернандо Католички је нерадо прихватио предлог зато што је Торквемада био братанац кардинала Торквемаде, а он је штитио Јевреје због сопственог јеврејског порекла. Нови инквизитор се међутим добро усагласио са Католичким краљевима. Од тада је на згради инквизиције у Севиљи стајао следећи натпис:
"Света инквизиција против јеретичког зла у шпанској краљевини постављена је у Севиљи 1481, када је на апостолском престолу сједио Сикст IV, који ју је дозволио, и када су у Шпанији владали Фернандо и Изабела, од којих је измољена. Први врховни инквизитор био је брат Томас де Торкемада из доминиканског реда. Дај, Боже, да инквизиција за заштиту и снажење вере траје до краја света."
Католички краљеви су у почетку имали заштитнички став према Јеврејима јер им је било у интересу да добијају позамашне своте које су они плаћали. Тада су Јевреју били заштићени неким краљевским привилегијама, нису могли да заврше у затвору због неплаћеног дуга (осим према краљу) , нису имали обавезу служења у војсци итд, али од 1465. им је било забрањено да подижу синагоге, нису могли да буду лекари или адвокати у краљевским трибуналима и биле су им потребне посебне дозволе да би продавали храну или лекове. Наредбу о протеривању лично су донели католички краљеви, али је састављање текста едикта (Алхамбра децрее), који ја на снагу ступио 31. марта 1492. надгледао Торкемада.
У Шпанији је у то време живело око сто хиљада Јевреја. Велика већина је била приморана да изабере изгнанство. По успостављању инквизиције било је погубљено око две хиљаде лажних превереника. Најгоре је било у Сарагоси, где је инквизитор био Педро Арбуес, најстрашнији од cвих. Било је познато да га је народ истински мрзио, те је из страха увек носио оклоп и копље, па чак и у цркви. Копље је испуштао из руке само када је узимао путир. Али упркос томе, успели су да га убију. Убице су умакле, те инквизиција за одмазду спали две стотине људи. Међутим, тада се расположење верника у потпуности променило. Одједном су почели да обожавају Арбуеса као мученика, а по причању, локве крви на месту где је у саборној цркви убијен нису никада биле суве. Педро Арбуес проглашен је 1661. за блаженог, а два века после за свеца.
Године 1492. Фернандо и Изабела освојили су Гранаду, последње муслиманско упориште на тлу данашње Шпаније. Тада су у своје име, и у име својих наследника, обећали Маварима да ће моћи спокојно живети у складу са својим обичајима и што је најважније, да ће бити равноправни са хришћанским поданицима. Међутим, неколико година касније, то обећање је пало у заборав, и Мавари су били протерани на исти начин како су били протерани Јевреји 1492. године.
Први надбискуп Гранаде, кардинал Фердинанд де Талвера, учио је арапски и покушавао на благ начин, кроз проповеди, да задобије наклоност Мавара и да их преобрати у хришћанство. Није имао много успеха, тако да га је убрзо заменио кардинал Хименес де Сиснерос. 
Одбацио је стратегију претходника и присиљавао муслимане да се покрсте, a оне који су то одбили, ухапсио је. Само у првој години његовог деловања, покрштено је око три хиљаде муслимана и спаљено на хиљаде арапских књига. То је изазвало велико незадовољство унутар муслиманских кругова, који су се јасно сећали заклетве краљевског пара.
Одлучили су да се побуне. Опколили су кардиналов дворац и хтели да га убију, али су на наговор бившег надбискупа Талавере, положили оружје. Маварима је понуђен избор: да се покрсте или да буду гоњени.
По заузећу Гранаде порастао је број муслиманских поданика тако да су владари све више попуштали Торкемадином хиру о прогону Јевреја. Познато је да су Јевреји спадали међу најбогатије поданике, те су понудили краљу огромну суму како би спречили прогоне. Фернандо, коме је жеља за увећањем богатства и моћи надмашила верску ревност, био је спреман да прихвати, али га је Торкемада спречио у тој намери, те је понуда била одбијена.
По смрти Торкемадиној, на трону врховног инквизитора, наследио га је професор универзитета у Саламанки, доминиканац Дијего Деса. Под његову јурисдикцију постављена је цела Шпанија, али су га за живота заменили, у Кастиљи кардинал Сиснерос, познат по покрштавању Мавара, а у Арагону, бискуп Енгера. 
Сиснерос је убрзо постао краљичин исповедник, те је имао јак утицај на политичка дешавања. Прихватио је надбискупски престо у Толеду, те је на тај начин постао примас целе земље. Оно што је Торкемада узео себи за циљ да оствари против Јевреја, то је Сиснерос чинио против муслимана са југа. Након смрти Изабеле и њеног зета Филипа Лепог, Сиснерос је владао у Кастиљи као намесник, надбискуп и врховни инквизитор, јер је Изабелина и Фернандова кћерка, престолонаследница, Хуана, проглашена неспособном, а њен син Карло још увек није био пунолетан.
Чак су и папе почеле да се буне због тортура које проводи инквизиција. Познато је писмо папе Павла III из XVI вијека, који је писао португалском краљу Јовану:
Са хришћанском вером инквизиција нема ништа заједничког, него једино са осветом старих хришћана над новима, за коју заиста не постоје никакви разлози. Ја сам чврсто одлучио да се по својој пастирској дужности заузмем за оне сироте тлачене, јер их је инквизиција, нарочито забраном исељавања, довела у положај, који је гори од ропства... Ако се жели спречити то да се нови хришћани врате старој вери, то је само изговор мржње, а осим тога толико глупо како само може да буде.

## Крај инквизиције
Инквизиција је у XVI веку достигла свој врхунац и готово неометано деловала све до Наполеонових похода на Шпанију. Казне су временом бивале све блаже и није се придавала претерана пажња помпезним церемонијама попут auto da fe, због којих је, штавише, инквизиција била исмевана широм Европе.
Краљ Фердинанд Католички умро је 1516. године, а у тестаменту је дао унуку и наследницу, Карлу I, савете о односу са црквом. Након годину дана умро је и трећи врховни инквизитор - кардинал Хименес. Тада је за четвртог врховног инквизитора постављен учитељ Карла V - кардинал Адријан од Ултрехта. Међутим, он се јако мало интересовао за рад инквизиције, тако да су инквизитори радили по својој вољи. 
По ступању на престо, дао је обећање муслиманима, попут Фердинанда и Изабеле, али га није одржао. Постајало је све јасније да се, упркос тортури инквизиције, муслимани слабо преобраћују у хришћане. 
1569. Карлов наследник Филип II, окрутни фанатик који је био спреман на ломачу послати и сина уколико западне у јерес, наредио је да се велики број мориска (муслимани преобраћени у хришћанство) протера у брда на северу Шпаније. Филип III отишао је још и даље, и протерао их ван земље, а у Валенсији им је дао рок од три дана да се скупе у луци, где ће их бродовима депортовати у Африку. Многи морисци ипак су остајали у Шпанији као робови или су подмићивали службенике, тако да је инквизиција имала пуне руке посла да их проналази и кажњава. 1769. пронађено је последње упориште мориска у Шпанији у граду Картагени.
Фактори који су одредили крај најпознатије инквизиције свих времена, били су различити. С једне стране, јавила се економска криза, постојали су сукоби са одређеним редовима, попут језуита, а с друге стране, реформе у школама у Кастиљи и још фактора који су допринели томе да инквизиција полако почне да пропада. Постојала је јака нетрпељивост између краља и цркве, због тога што је црква све више прелазила на страну просветитељских идеолога који су сматрали да могу да помогну у ширењу идеја. 1789. године је букнула Француска револуција, Карло IV, уплашен, знао је шта ће се догодити и наредио је главном инквизитору да дође до свих књига, новина и текстова који су припадали просветитељима. Многи академици, племићи, па чак и клерици су били пријављени. Упркос започетом процесу, мали број њих је био осуђен, јер није било довољно доказа. На крају свега овога, инквизиција је схватила да није постигла ништа, сем да либералним идејама да још већу снагу.
Када је Наполеон забранио шпанској краљевској породици повратак на престо, нови краљ, његов брат Жозеф Бонапарта (фр. José Bonaparte), морао је положити заклетву да ће католицизам бити једина истинска вера у Шпанији. Нови краљ није хтео да се замера инквизиторима те је одржавао дипломатске односе са њима, али када је 1808. Наполеон ушао у Мадрид, без размишљања је распустио Супрему и судске инквизиције.
На незапоседнутом југу Шпаније 1812. састало се заступништво сталежа (шп. cortes) и Фердинанда VII прогласио за легитимног краља Шпаније. Тада је разматрано и питање инквизиције и одлучено је да се укине, јер је користила застареле методе, а том приликом проглашена је и слобода штампе. Странка клерика се никако није слагала са новом одлуком.
Бећ 1813. биран је нови cortes у којем је, уз потпору краља, доминирала клерикална странка. Убрзо су шпанске и енглеске трупе протерале Французе и краљ је, по уласку у Мадрид, прогласио претходне одлуке ништавним па тако и укидање једне од најужаснијих институција у историји човечанства-Свете инквизиције (шп. Santa inquisición). Међутим, она се поново уздигла када је Фернандо VII повратио трон 1.јула 1814. године.
1820. године, на острву Леон (шп. Isla de León) је био почетак дефинитивног краја инквизиције. Поново су почеле да се прокламују либералне идеје и многе провинције су стале на њихову страну. Сви судови Свете инквизиције су почели да се руше огромним таласом либерализма, чак су и све справе намењене мучењима уништене.
Коначан крај инквизиције у Шпанији догодио се 15. јула 1834, након смрти Фердинанда VII. Инквизиција је била коначно потиснута декретом Марије Кристине Бурбонске (фр. María Cristina de Borbón) и уз одобрење Савета министара, за време владавине краљице Исабеле II, која је била малолетна. Франсиско Мартинес де ла Роса (шп. Francisco Martínez de la Rosa) укинуо је суд Свете инквизиције у Шпанији и тим чином јој је заувек дошао крај.

### Томас де Торкемада
У модерно време, његово име је постало синоним за ужасе Шпанске инквизиције и за верску нетреперљивост. Налазио се на месту врховног инквизитора петнаест година, све до пред смрт 1498.. За то време је Шпанска инквизиција порасла од једног трибунала до две десетине Светих служби. Његова жеља била је да очисти Шпанију од јереси.
Био је доминиканац пореклом из Токемаде. Завршио је први степен студија теологије. Интересантно је значење његовог презимена: Quemada на шпанском значи спаљена, а ако се почетак презимена Tor- схватимо као скраћени облик речи иtorturada}-, онда би се могло рећи да његово презиме садржи опомену како пролази особа која му падне у руке - бива "мучена и спаљена".
Торкемада се изборио да се преступом сматра супротстављање деловању трибунала и да се тражи изручивање оптуженог који би се склонио у неку другу хришћанску земљу. Објавио је пет упутстава за рад свете службе. 
У првом се утврђује период помиловања од 30 до 40 дана, проширује се рад свете службе и на властелинске поседе и истоветно сведочење 3 различита сведока сматра се 'крунским доказом'.
Друго се односи на економска питања. Трећим се опомињу инквизицијски званичници да буду опрезни у свом раду како не би нашкодили оптуженима и одређује се да казну доживотног затвора оптужени може да издржава утамничен у својој кући. Сва пет упутства су написана да би се олакшао рад трибунала, али њихов садржај открива да су судије Свете службе биле блаже него грађанске власти.
Најпознатији процеси у време Торкемаде, одвијали су се у Гвадалупеу и у Медини де Кампу, где су деведесет и три јудеопревереника осуђена на смрт. Торкемада је од шпанске инквизиције направио господара земље, што је она и остала у наредна три века. Ниједан великан, па чак ни краљ, није био сигуран од ње, па чак је и једног папу оптужила за јерес.
Међутим, оно што је Торкемада силно желео је да под своју надлежност стави и суђење бискупима, али папа Иноћентије ИИИ је то одлучно одбио. Једино право које је признао врховном инквизитору, било је право да акта која се односе на бискупе оптужене за јерес, под печатом пошаље у Рим, где ће се она размотрити. 
Убрзо је Торкемада искористио и то право те је оптужио два бискупа јеврејског порекла да нагињу јереси. Обојица су позвана у Рим, где су остали до смрти. Дакле, није успио да у потпуности добије јурисдикцију над црквеним великодостојницима, али сама чињеница да је имао могућност да их изведе пред суд курије, била је и више него довољна да их држи у страху.
Чак су се и папе са дубоким поштовањем односиле према лику и делу надинквизитора Томаса де Торкемаде.
Папа Сикст IV у једном писму каже:
Ми смо све то (извјештаје кардинала Борџије о дјеловању Торкемаде) чули са великом радошћу, и сретни смо, што сте Ви, обдарени знањем и моћу, управили своју велику ревност свему ономе што доприноси слави Божијој и користи праве вјере. Препоручујемо Вас Свевишњем и бодримо Вас, љубљени сине, да наставите у својој неуморној ревности, и да потпомажете ствар вјере. Тако ћете заслужити нашу особиту милост.
Од 1488. над Торкемадом почињу да се надвијају облаци оптужби. Никада се није појавио у Риму, већ је слао поверљивог редовника који га је изванредно бранио. Папа Александар VI Борџија, који је још као кардинал извештавао Рим о изванредним Торквемадиним успесима, а касније је и као папа похвалио његов рад. Дешавало се да је временом мењао мишљење. Хтео је да збаци Торквемаду, али је као Валенсијанац имао поштовање према шпанском двору, где је Торквемада био свемоћан. Компромис је нашао у издавању бреве у којој је изразио наводну забринутост за функционисање судова, будући да је Торкемада био стар и болешљив, те му је као помоћнике доделио четири бискупа са титулама врховних инквизитора, са истим правима које је и он сам имао. Али чак ни папина воља није сломила његову моћ. Уз подршку владара, остао је једини надинквизитор до своје смрти.
Године 1498. Торкемада је наредио инквизиторима да не поступају самовољно и да не бацају у тамницу никога против кога немају довољно доказа. Исте године, 16. септембра, окружен спокојем и светошћу, умро је у цркви манастира у Авили где је и сахрањен. Његова гробница била је опљачкана 1832, две године пре него што је инквизиција распуштена. Учесници немира су украли његове кости и спалили их ритуално као да се одржава Auto de fe.

### Цензуре
Често је изражавано чуђење, што се на шпанским сликама готово никад не приказују голи људи, нарочито не голе жене, а што је било карактеристично за сликарство тог раздобља (ренесансе). Разлог томе је такође цензура инквизиције, која се бринула за морал, те је позивала и сликара и моделе на одговорност. Било је случајева да је инквизиција строго поступала са свештеницима. Исповедници су често заводили жене и девојке, па је средином 16. века уведена исповедаоница у свом данашњем облику. О оваквим случајевима су пресуђивали бискупи који су такве чинове сматрали злоупотребом светог очинства.

### Суд
Као што је већ наведено, први трибунал инквизиције установљен је у Севиљи. Службенике суда чинили су два инквизитора (доминиканци), један правник (председник суда), фишкал (тужилац, адвокат), и двојица конфискатора. Поред поменутих, присутни су били и бројни бележници и мањи чиновници, и представници круне. Са развојем инквизиције посао трибунала је постајао обимнији тако да се константно расла потреба за већим бројем службеника.
Личност инквизитора била је неприкосновена. Он је био носилац тајне, која је представљала срж инквизиције. Занимљиво је да је место инквизитора могао да добије и неожењен лаик, а ако би се оженио морао би да напусти службу, јер се сматрало да више не може да чува тајне. Сви инквизитори губили су своје положаје са променом врховног инквизитора, уколико их овај не би поново поставио на дужност. Редовно су примали поверенике Супреме у своје трибунале, који су контролисали исправност поступака.
Бележници или нотари водили су записнике на суђењима и сва акта која су се тицала процеса. За време претреса имали су председавајућег (шп. alguazil), који је био човек од угледа и у чију се моралност није сумњало.
Нижи чиновници били су под надлежношћу алгуазила, а најзначајнији су били: гласник суда (шп. nuncio), послужитељ (шп. portero) и тамничар (шп. carcelero). Поред њих ту је била и тајна полиција која је хватала јеретике, и лекар који је присуствовао мучењима у циљу избегавања смртних случајева.
Фамилијари су били службеници инквизиције који нису могли пасти у руке закона. Често су име инквизиције употребљавали за постизање личних циљева, па су били јако омражени од стране народа. Да би се приступило братству фамилијара, било је неопходно да сте стари хришћанин, и да, као ни ваши преци, нисте осумњичени за јерес. Стога, само су људи који су били на добром гласу могли приступити фамилијарима, а као доказ за то морали су увек носити пуномоћ коју су потписала тројица инквизитора. Није била реткост да су плаћали велике суме новца за ту част.
Осим сталних службеника трибунала повремено су позивани, по жељи инквизитора, стручњаци лаици (шп. consultoresa) или учени теолози (шп. calificadoresa) којима су давани тежи случајеви на разматрање.
Више пута годишње инквизитори су посећивали свако поједино место округа за који су задужени. Посета је обично бивала унапред најављена да би се скупило што је могуће више народа. Капије града би се пред њима отварале и на располагању су им стављане све залихе града. Градске власти су се заклињале инквизиторима на верност. Од тог тренутка напуштање града било је строго забрањено. Тада су сви становници позивани да издају јеретике и кажу све што им се чинило сумњиво. Ко није имао ништа да саопшти, био би под сумњом. Након тога приступало се читању клетве, која је гласила:
Искључујемо и проклињемо и име Оца, Сина и Светога Духа, на темељу закона, све јеретике у крилу наше свете католичке цркве, све који их помажу и скривају, и предајемо их сотони... Нека су проклети ма где год били, у граду или на селу, при јелу или при пићу, будни или у сну, живи или мртви. Бог нека им пошаље глад и кугу и нека буду омрзнути код свих људи. Сотона нека им стоји с десне стране, а код задњег суда нека буду осуђени на вечно проклетство. Нека буду истерани из својих кућа, нека им њихови непријатељи узму имања, њихове жене и деца нека устану против њих, нека им нико не помогне у невољи. Нека буду проклети свим клетвама Старог и Новог завета, нека падне на њих клетва Содоме и Гоморе и нека их спали њихова ватра. Земља нека их прогута живе као Датана и Абирама, због греха непослушности. Нека буду проклети као Луцифер и сви ђаволи пакла, да тамо морају остати са Јудом и вјечно осуђенима, ако не признају своје гријехе, не моле за милост и не поправе свој живот.
Сведоцима је, наравно, било загарантовано да ће се њихово име чувати у тајности, што је без изузетака испуњавано. Објављиван је рок од тридесет до четрдесет дана, који је јеретицима дат да се сами пријаве трибуналу, а било је и оних који су то чинили, уздајући се у обећану милост. Такви су називани espontaneados.
Стручњаци теолози одлучивали су да ли постоји основа за тужбу или не, те су се састајали са инквизиторима и фишкалом и у случају једногласности издали рјешење о хапшењу шп. (clamosa). Након хапшења фишкал би писао и званичну тужбу која се завршавала молбом да се окривљени мучи док не призна кривицу. Сваки оптуженик смештан је у засебну ћелију, окован у ланце, а једино је исповеднику било дозвољено да са њим разговара.
Ускоро након хапшења заказивано је главно саслушање. Од оптуженог се једино захтевало да призна кривицу. Могао је да назначи сведоке који би сведочили у његову корист, али им се није придавала ни најмања важност. Уколико би признао кривицу до извршења пресуде није долазило одмах, већ се чекао свечани чин објављивања кривице, чин вере (порт. auto da fe или лат. sermo generalis). У већини случајева током процеса прибегавало се мучењу да би се извукло признање.
Мучење се по правилу могло вршити само једном, али је постојала могућност настављања уколико се није добило признање. Методе мучења биле су сурове - до тада невиђене. Измишљане су посебне справе које је користила само инквизиција, а што је најгоре, постојали су инквизитори који су истински уживали у том послу и који су се водили Торквемадином логиком да је сажаљење искушење које хришћанин мора да савлада.
Само признање кривице, које би под оваквим условима свако дао, није било довољно. Окривљени је приликом мучења морао да ода сваку појединост, да би се могло установити да ли се ти подаци поклапају са изјавама сведока. Признање дато на мучилишту морало се сутрадан поновити, а уколико би се порицало, мучење би се настављало. Мочење се упражњавало све до 1816. када је укинуто папском булом.
Ослобађања од оптужби била су врло ретка и нису означавала да је оптужени невин, већ само да не постоје ваљани докази. Уколико би се пронашли докази или сведоци, процес би се настављао. Формула за ослобађање гласила је: Пошто му злочин није могао бити доказан, изречен му је укор и опоменут је за будућност.

### Пресуде
Пресуде инквизиције су могле бити следеће:
- Оптужени је могао бити ослобођен, али су такви случајеви били веома ретки.
- Процес је могао да буде суспендован, односно, одложен. Тада би оптужени био пуштен на слободу, али и даље под сумњом и уз напомену да се процес може наставити у сваком тренутку. Одлагање је у ствари било начин да се случај реши без јавног признања да је дошло до грешке и да је оптужени недужан.
- Оптужени је могао да буде проглашен кривим, и тада би морао да се јавно одрекне вере.
- Могао је да буде и "помирен", односно, на јавној церемонији би се мирио са католичком црквом.
- Најстрожа казна је била смрт на ломачи. Извршење се дешавало јавно. Уколико би се осуђеник покајао, пре спаљивања би га угушили, а уколико се не би покајао, спаљиван је жив.
- Међу лакше казне спадали су прогон на одређено вриеме, хаџилук, бичевање или служење у краљевској галији. Усталио се обичај да се мањи прекршаји могу отплатити новцем, тако да је установљена тарифа. Конфискација имовине готово никада није изостајала, а било је и случајева да је казне извршаване тако што су оптужене продавали у робље.

Инквизиција је извршила и поделу оптуженика:
1. је био онај јеретик који није признавао ништа и био је спаљен као непоправљиви грешник.
2. је јеретик који је премало признао и издао премало сарадника и обично је и он спаљиван.
3. (кнез јеретика) је био онај који не само да је био јеретик, већ је и друге подучавао кривом учењу. Покајао се или не, жив је спаљиван.

### Auto da fe
Чин вере ондносно Auto de fe, био је процес који се заказивао на велике празнике, неколико пута годишње, како би што више верника било присутно. Представљао је највишу службу јер је означавао победу цркве над јеретицима. Данима су се верници скупљали из околних места, јер су на тај дан добијали опроштај за своје грехе, а припреме за свечаност трајале су по неколико недеља.
На дан чина вере, на главном градском тргу, подизале би се две трибине: једна је била предвиђена за инквизиторе и световну власт, а друга за јеретике. Уочи самог догађаја одвијала се велика припрема, приликом које је инквизитор носио велики зелени крст, други редовник бели крст, а фамилијари заставу инквизиције. Иза заставе ишло је свештенство. Зелени крст се ставља на олтар, где га доминиканци чувају до сутрашње свечаности, а бели крст носи се до ломаче, која је обично била изван града. У девет сати увече инквизитор је одлазио у затвор и саопштавао окривљенима пресуде.
Рано ујутру, на олтару на којем се налази зелени крст, служи се миса. Осуђеницима се за то време даје доручак, након којег им облаче санбенито (шп. sanbenito - посебна хаљина за осуђенике) и на главу им стављају корозу (шп. coroza - шиљата капа осликана сценама из пакла). Праћени фамилијарима, осуђеници одлазе на трибину намењену за њих. Тога дана световна власт се у потпуности подређује инквизицији, тако да је она господар града. Након што су сви заузели места, почињу проповеди, а по завршетку, гласник инквизиције чита заклетву која је обавезивала све присутне да јој се покоравају. Уколико би краљ био присутан, најстарији инквизитор би одлазио до њега и захтевао би да прочита заклетву. По читању заклетве, оптужени су позивани један за другим и изрицана им је пресуда и даље су предавани световној власти на извршење.
Чин вере завршавао се церемонијом одрицања и измирења са црквом јеретика који су се покајали. Са крста је скидан црни вео, а зелени крст је враћан у седиште инквизиције. Церемонија је настављана сутрадан када су покајници јавно шибани, а након тога одвођени у тамницу. При спаљивању на ломачи није бло присутних свештеника, осим посебног изасланика трибунала инквизиције.
Осим великог auto da fe-a, постојао је и мали назван auto particular или autillo. Обављао се најчешће у црквама или у просторијама инквизиције, и то у случајевима када се радило о мањој јереси или у случајевима када се због малог броја верника није исплатило одржавати велики чин вере.